# Militärhögskolan
Militärhögskolan (MHS) var en försvarsmaktsgemensam militärhögskola inom Försvarsmakten som verkade i olika former åren 1961–1996. Förbandsledningen var förlagd i Stockholms garnison, Stockholm.

## Historik
Militärhögskolan bildades den 1 oktober 1961 genom att de tre försvarsgrenarnas högre officersutbildningar, Krigshögskolan inom Armén, Sjökrigshögskolan inom Marinen och Flygkrigshögskolan inom Flygvapnet sammanslogs till Militärhögskolan. Militärhögskolan var försvarets högsta enhet för officersutbildning, för stabs- och högre chefsutbildning. Den 1 juli 1994 uppgick Försvarets förvaltningshögskola (FörvHS) i Militärhögskolan (MHS). Den 31 december 1996 upplöstes skolan i dess dåvarande form, och kom från den 1 januari 1997 att tillsammans med Försvarshögskolan (FHS) bilda en ny skola under namnet Försvarshögskolan (FHS). Den tidigare Försvarshögskolan, bedrev utbildning enbart för totalförsvarets civila delar.
Fram till den 31 december 1998 var den grundläggande utbildningen av svenska officerare separat för de olika försvarsgrenarna, och inom armén även separat för de olika truppslagen. På denna tid hette enheterna officershögskola (OHS). Den 1 januari 1999 samlades den grundläggande utbildningen av officerare till tre nya militärhögskolor inom Försvarsmakten, Militärhögskolan Karlberg (MHS K), Militärhögskolan Halmstad (MHS H) och Militärhögskolan Östersund (MHS Ö). Genom försvarsbeslutet 2004 reducerades den 1 januari 2005 antalet skolor till två, då Militärhögskolan Östersund (MHS Ö) upplöstes och avvecklades. De två kvarvarande militärhögskolorna är organiserad i två fristående militärhögskolor som lyder under Högkvarteret, men som ingår i myndigheten Försvarsmakten. De är placerade på Karlbergs slott i Solna kommun och i Halmstads garnison.

## Förläggningar och övningsplatser
I samband med att Militärhögskolan bildades den 1 oktober 1961, kom den att förläggas det kasernområde på Valhallavägen 117, som 1877 hade uppförts till Svea artilleriregemente (A 1). 
Genom att Försvarets förvaltningshögskola (FörvHS) tillkom 1994, tillkom även två nya utbildningsorter, då Förvaltningshögskolan hade sin utbildning i Karlstads garnison och Östersunds garnison. Efter att Militärhögskolan upplöstes den 31 december 1996, kom lokalerna på Valhallavägen 117 att övertas av Försvarshögskolan.

## Heraldik och traditioner
Den 11 december 1962 antog Militärhögskolan "Marche de Slippenbach" (okänd) som förbandsmarsch. Marschen fastställdes av Försvarsstaben den 15 maj 1964.

## Förbandschefer

### Skolchefer
- 1961–1973: Erik Rosengren
- 1973–1978: Bengt Liljestrand
- 1974–1978: Gustaf Peyron (tf)[5]
- 1978–1984: Nils-Fredrik Palmstierna
- 1984–1990: Evert Båge
- 1990–1996: Claes Tornberg

### Armélinjen
- 1961–1966: Tore Gustaf Arne Rääf
- 1966–1970: Stig Nihlén
- 1970–1980: ?
- 1980–1983: Einar Lyth
- 1983–1996: ?

### Flyglinjen
- 1961–1964: Hans Neij
- 1965–1966: Sven Alm
- 1966–1969: Rune Larsson
- 1968–1969: Karl-Erik Fernander
- 1969–1977: Sten Bergström
- 1977–1984: Bo Hagelborg
- 1984–1988: Robert Barkström
- 1988–1991: Tomas Warming
- 1991–1993: Mats Björling
- 1993–1996: ?

### Marinlinjen
- 1961–1963: Tryggve Lennart Norinder
- 1963-1966: Lars H:son Lundberg
- 1966–1969: Rolf Skedelius
- 1969–1970: Ulf Reinius
- 1970–1977: Per-Gunnar Fernander
- 1975–1977: Bengt O'Konor
- 1977–1987: ?
- 1987–1989: Christer Hägg
- 1989–1990: Per Lundbeck
- 1990–1993: Anders Stävberg
- 1993–1996: ?

## Namn, beteckning och förläggningsort
| Kungl. Militärhögskolan | 1961-10-01 | – | 1974-12-31 |
| Militärhögskolan        | 1975-01-01 | – | 1996-12-31 |

| MHS | 1961-10-01 | – | 1996-12-31 |

| Stockholms garnison (F) | 1961-10-01 | – | 1996-12-31 |
| Karlstads garnison (D)  | 1994-07-01 | – | 1996-12-31 |
| Östersunds garnison (D) | 1994-07-01 | – | 1996-12-31 |

## Galleri

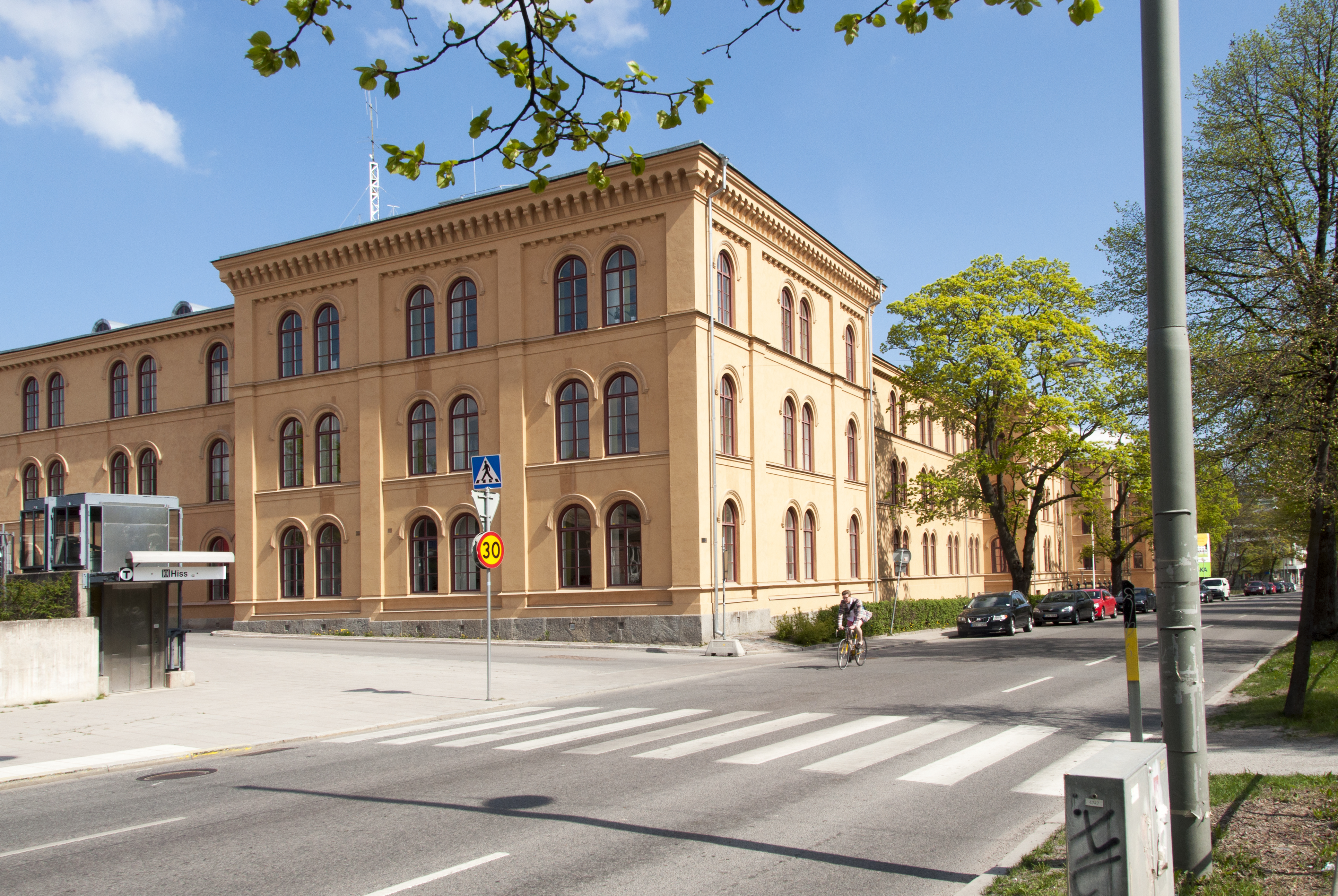
Militärhögskolans lokaler på Valhallavägen.
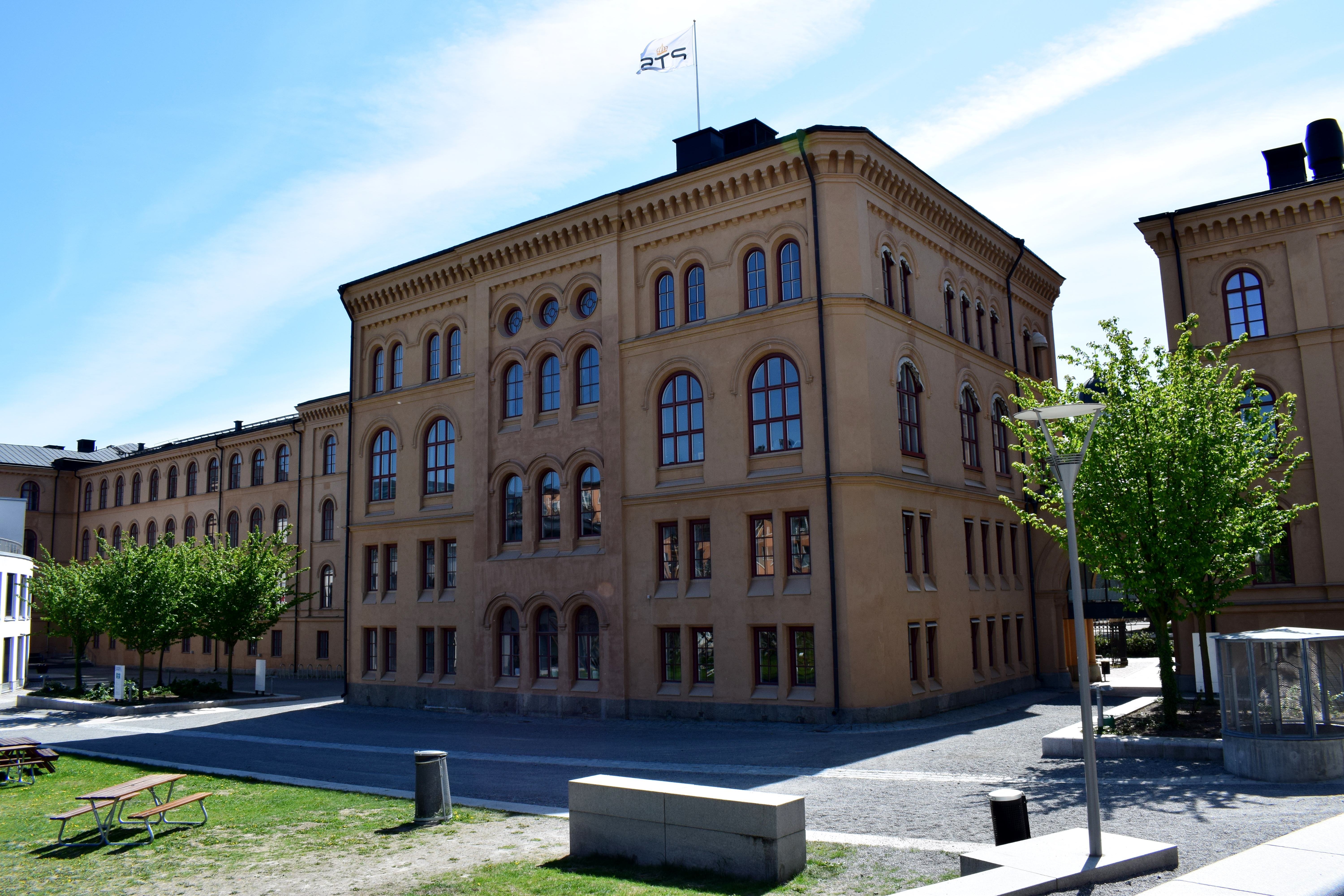
Militärhögskolans lokaler på Valhallavägen.
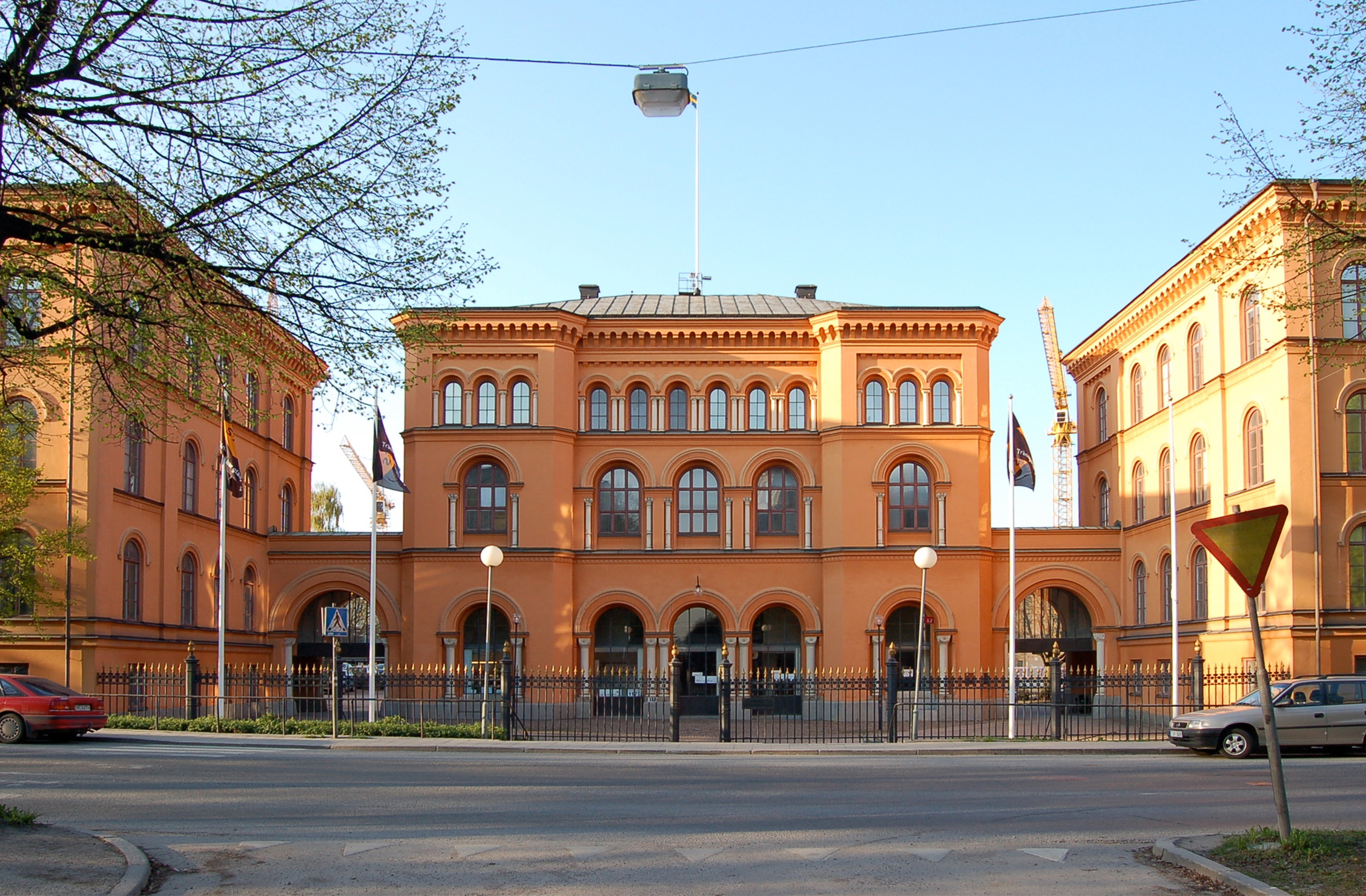
Militärhögskolans lokaler på Valhallavägen.
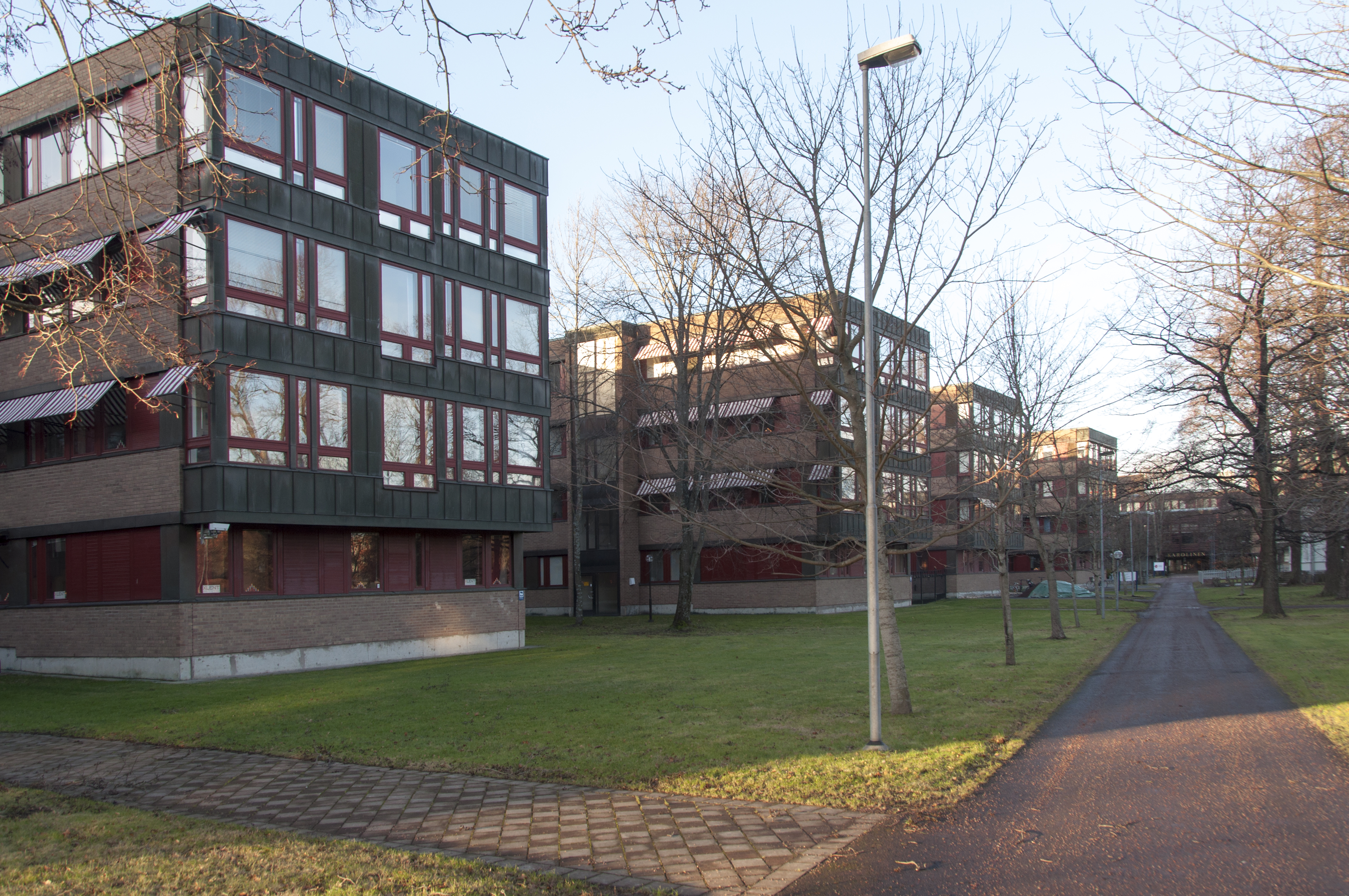
Militärhögskolans lokaler i Karolinen i Karlstad.